# Elastomer
En elastomer eller elastomér er en polymer med viskoelasticitet (fx både viskositet og elasticitet) og med svage intermolekylære kræfter, generelt lav Youngs modul og høj strækningsformåen sammenlignet med andre materialer.
Termen elastomer er en portmanteau af elastisk polymer og bliver ofte anvendt i flæng med gummi, selvom den sidstnævnte bliver foretrukket, når der refereres til vulkanisater.
Hver af monomererne, som forbinder til hinanden til at udgøre polymeren er sædvanligvis en forbindelse af adskillige grundstoffer bl.a. carbon, hydrogen, oxygen og silicium. Elastomerer er amorfe polymerer bibeholdt over deres glas overgangstemperatur.
Elastomerers primære anvendelser er til forseglinger, lime og støbte fleksible dele. Anvendelsesområder for forskellige typer af gummi er mangfoldige og dækker segmenter så forskellige som dæk, skosåle.